# مارکوس لاو
مارکوس لاو (انگلیسی: Marcus Loew؛ ۷ مهٔ ۱۸۷۰ – ۵ سپتامبر ۱۹۲۷) یک کارآفرین بزرگ و تهیه‌کننده اهل آمریکایی بود.
وی یکی از پیشگامان صنعت فیلم و بنیان‌گذار لاوز سینِپلکس اینترتیمنت و
کمپانی مترو گلدوین مایر که به اختصار از آن به ام‌جی‌ام (MGM) تعبیر می‌شود، است.
برای سهم بسیار مهمش در توسعه صنعت تصاویر متحرک، ستاره‌ای در پیاده‌رو شهرت هالیوود در خیابان واین، به نام مارکوس لاو می‌باشد. تا به امروز، نام لاو مترادف با سینما و نمایش فیلم است.
مارکوس لاو در نیویورک‌سیتی، در یک خانواده فقیر یهودی لهستانی‌الاصل که از سال‌ها قبل در شهر نیویورک مستقر شده بودند، به دنیا آمد. او مجبور بود از همان کودکی کار کند به همین دلیل خیلی زود مدرسه و تحصیل را رها کرد. او که کارهای پیش‌پا افتاده، توانسته بود اندکی پول پس‌انداز کند، یک دستگاه نمایش عکس خرید و به کسب و کار مشغول شد. پس از مدت کوتاهی توانست با آدولف سوکور یک سالن نمایش کوچک (نیکلودیَن) تأسیس کند. به مرور نیز این سالن نمایش را توسعه داده، توانست سینماهای زنجیره‌ای خود را در سراسر ایالات متحده راه‌اندازی کند.

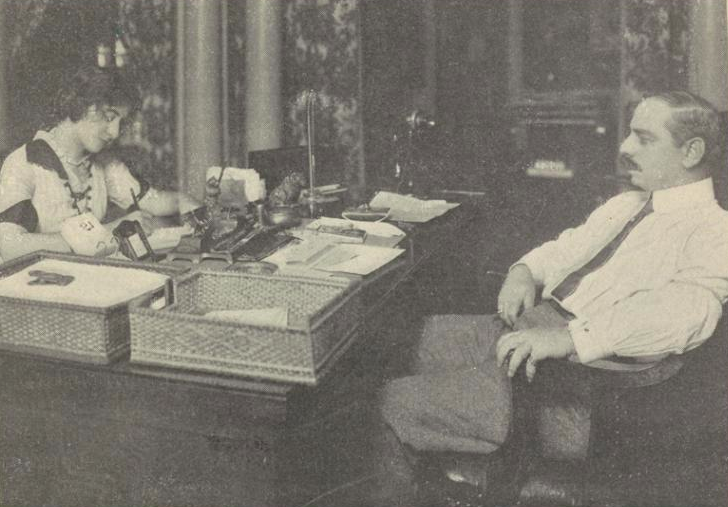
لاو در دفتر کار خود، ۱۹۱۴

در ۱۹۰۵ میلادی مارکوس لاو دیگر تاجر موفقی به‌شمار می‌آمد و سال ۱۹۱۹ میلادی کمپانی تولید فیلم متعلق به وی از شهرت برخوردار بود.
یک سال بعد او کمپانی «مترو پیکچرز» را خریداری کرد و کمی بعد نیز تمامی سهام و امتیاز مربوط به کمپانی «گلدوین پیکچرز» را از آن خود کرد.
او تنها سه سال پس از تأسیس کمپانی «مترو گلدوین مایر»، بر اثر حمله قلبی در سن ۵۷ سالگی در گلن یارو، نیویورک درگذشت و در گورستانی در بروکلین به خاک سپرده شد.
پسرش آرتور لاو با میلدرد زوکر، دختر آدولف زوکر ازدواج کرده‌است.